# テッド・デビアス
テッド・デビアス（Ted DiBiase、本名：Theodore Marvin DiBiase Sr. 、1954年1月18日 - ）は、アメリカ合衆国の元プロレスラー。ネブラスカ州オマハ出身。
もともとは正統派のベビーフェイスだったが、1980年代後半から1990年代前半にかけてのWWFでは、ザ・ミリオンダラー・マン（The Million Dollar Man）のニックネームを持つヒールとなって活躍。マネージャーやコメンテーターとしても才能を発揮した。
ウエスト・テキサス州立大学の出身で、ザ・ファンクス、ブルーザー・ブロディ、スタン・ハンセンの後輩にあたる。

## 来歴

### デビュー前後
鋼鉄男の異名を持った元WWA世界ヘビー級王者 "アイアン" マイク・デビアスを父に持つが、母（女子プロレスラーのヘレン・ヒルド）の連れ子であるため血縁関係はない。15歳の時に心臓発作で父を亡くし、その後はアリゾナ州の祖父母のもとに預けられる。高校卒業後はテキサス州のウエスト・テキサス州立大学に進学してアメリカンフットボール部に所属しつつ（同期にティト・サンタナ、タリー・ブランチャード）、ザ・ファンクスのもとでトレーニングを受け、大学中退後の1974年にプロレスラーとしてデビュー。
以降、ザ・ファンクスが主宰するアマリロ地区（継父のマイクも主戦場としていたNWAウエスタン・ステーツ・スポーツ）を皮切りに、セントラル・ステーツ地区やミッドサウス地区などで技巧派のベビーフェイスとして活躍。ミッドサウスのNWAトライステート（後のMSWA）では、1976年4月28日にディック・マードックと組んでボブ・スローター&バック・ロブレイからUSタッグ王座を奪取、12月にはザ・ブルートを破り同地区認定の北米ヘビー級王座を獲得した。セントラル・ステーツ地区では、1977年5月19日にスローター、1978年1月7日にボブ・スウィータンを下し、セントラル・ステーツ・ヘビー級王座を2度獲得している。その実力で早くから注目され、1978年2月12日にディック・スレーター、1980年11月21日にケン・パテラを破り、NWA世界ヘビー級王座の登竜門といわれたミズーリ・ヘビー級王座を2度獲得。一時期はリック・フレアーと並び、次期NWA世界ヘビー級王者の最有力候補とされていた。
1979年2月からは、北米ヘビー級王者としてニューヨークのWWFに参戦。同王座は6月にパット・パターソンに奪われているが、これがインターコンチネンタル・ヘビー級王座と改名され現在に至っている（北米ヘビー級王座は同年11月にパターソンを破った坂口征二が第3代の王者となり、以降は新日本プロレスが管理）。このWWF参戦時は、当時のWWFヘビー級王者ボブ・バックランドに次ぐベビーフェイス陣営の2番手となり、バックランドの抗争相手だったパターソンやヒールの新鋭として売り出されていたハルク・ホーガンの引き立て役を務めた（1979年12月17日、ホーガンのMSGデビュー戦に敗れた後、WWFを離れている）。

### 全日本プロレスでの活躍
1976年8月、全日本プロレスの『ブラック・パワー・シリーズ』に初来日。8月22日の北海道今金町大会では、同じくアマリロのテリトリーから来日したタンク・パットンと組んで、グレート小鹿&大熊元司の極道コンビが保持していたアジアタッグ王座に挑戦した。
以降も大型の技巧派レスラーとして参戦を続け、春の本場所と言われた『チャンピオン・カーニバル』には、1978年の第6回大会、1980年の第8回大会、1982年の第10回大会に出場。第8回大会ではファンク一家の一員としてテリー・ファンクやディック・スレーターと共闘し、アブドーラ・ザ・ブッチャー、レイ・キャンディ、ミステリアス・アサシンのブッチャー軍団と抗争。第10回大会ではジャンボ鶴田やブルーザー・ブロディと並んで準優勝の戦績を収めた（優勝はジャイアント馬場）。
1983年10月14日には天龍源一郎との新王者決定戦を制し、アントニオ猪木、坂口征二、高千穂明久、鶴田と受け継がれたUNヘビー級王座を獲得。1985年からは、新日本プロレスに移籍したブロディに代わるスタン・ハンセンの新パートナーとなり、8月にPWF世界タッグ王座を獲得した、さらには同年の『世界最強タッグ決定リーグ戦』で優勝を果たす。ハンセンとのタッグチームは、デビアスがWWFに移籍する1987年まで続いた。

### 南部地区での活躍
全日本プロレスの常連外国人選手となっていた1980年代、アメリカではビル・ワット主宰のMSWAやジム・バーネット主宰のジョージア・チャンピオンシップ・レスリングなどの南部エリアを主戦場としていた。
MSWAでは1980年2月1日にマイク・ジョージを破り、NWAトライステートから管理権が移行した北米ヘビー級王座を再び獲得。以降、1981年11月1日にポール・オーンドーフ、1982年6月23日にジャンクヤード・ドッグ、1985年1月16日にブラッド・アームストロングを下して、同王座には通算4回（トライステート版を含めると5回）戴冠した。タッグではハーキュリーズ・ヘルナンデスやスティーブ・ウィリアムスをパートナーに、1984年12月から1985年5月にかけて、ロックンロール・エクスプレスとミッドサウス・タッグ王座を争っている。
ジョージアでは1981年1月26日にスタン・フレイジャー、6月11日にスティーブ・オルソノスキーと組み、マイケル・ヘイズとテリー・ゴディのファビュラス・フリーバーズからナショナル・タッグ王座を奪取。シングルのナショナル・ヘビー級王座には、1983年11月18日にブレット・ウェイン（バズ・ソイヤーの実弟）、1984年7月14日にザ・スポイラーを破り、2度に渡って戴冠している。

### ミリオンダラー・マン
1987年6月より、WWFに再登場。「急逝した父親の莫大な財産を受け継ぎ、一生遊んで暮らすこともできるが、暇を持て余しているので暇潰しにプロレスをやることにした」という、嫌味な金満家ギミックのザ・ミリオンダラー・マン（The Million Dollar Man）としてヒールのポジションで活躍。出身地も、春はフロリダ州パームビーチ、夏はマサチューセッツ州ハイアニス・ポート、秋はカリフォルニア州ベル・エア、冬はオランダ領アンティルと、各地の高級リゾートに豪邸を持っているという設定でシーズン毎に変更していた。
その金満キャラクターゆえ、設定上「配管工の息子から成り上がった」 "アメリカン・ドリーム" ダスティ・ローデスを嫌悪していた。なお、黒人ボディーガードとして従えていたマイク・ジョーンズのリングネーム "バージル" は、ダスティの本名でもある。
WWF世界ヘビー級王座こそ獲得できなかった（アンドレ・ザ・ジャイアントから金で買ったというストーリーがあったが、当然公認はされていない）ものの、ハルク・ホーガン、ランディ・サベージ、ジェイク・ロバーツ、ローデスらトップスターと長期間に渡って抗争。アンドレとはメガ・バックス（The Mega Bucks）なるタッグチームを結成し、ホーガン&サベージのメガ・パワーズ（The Mega Powers）と抗争を展開した。1992年から1993年にかけては、IRSことマイク・ロトンドとのマネー・インコーポレーテッド（Money Inc.）でWWF世界タッグ王座を3度奪取した。
1994年からはマネージャーとしての活躍が主となり、ミリオンダラー・コーポレーション（The Million Dollar Corporation）なるヒール軍団を組織してブレット・ハートやジ・アンダーテイカーと敵対。スティーブ・オースチンらが彼のもとで実力をつけ、後に団体を牽引するトップスターへと上り詰めている。この間、1990年4月1日の日米レスリングサミットに来日し、アルティメット・ウォリアーのWWF世界ヘビー級王座に挑戦している。同年12月と翌1991年3月および12月には、WWFと提携していたSWSにも参戦した。

### 全日本プロレス復帰

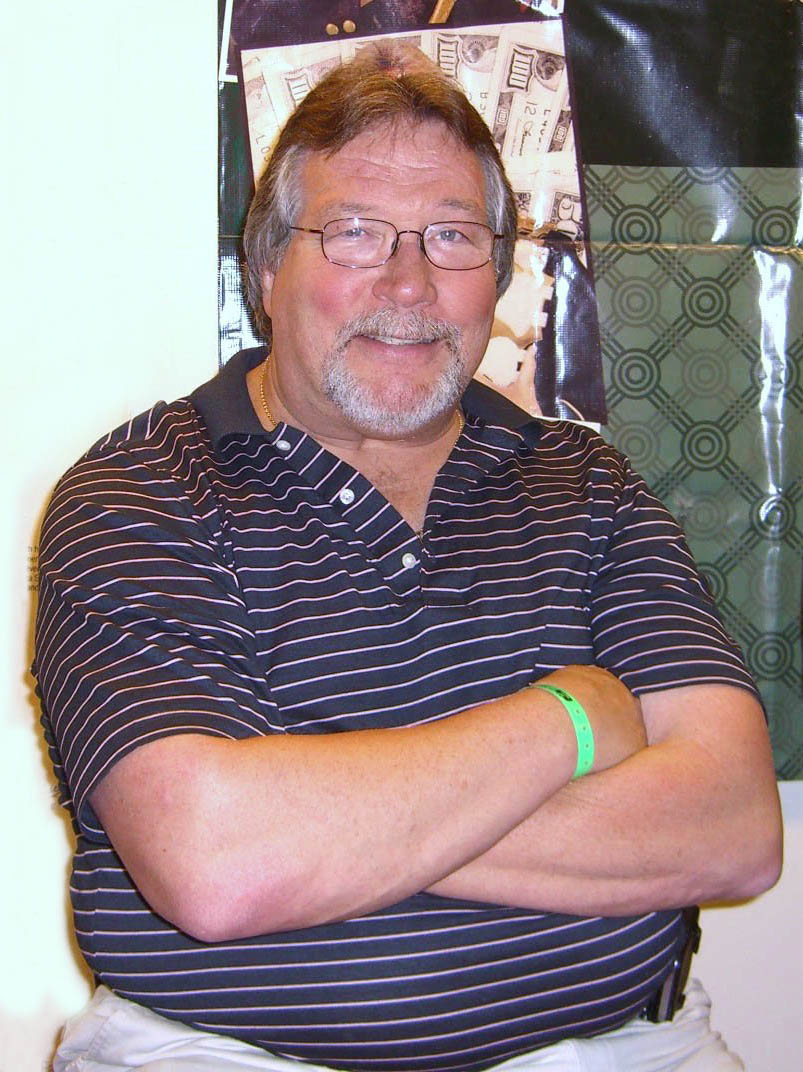
テッド・デビアス（2010年）

1993年、一時全日本プロレスに復帰。ハンセンとのコンビを復活させ、9月3日に川田利明&田上明を破って世界タッグ王座を獲得。同年の最強タッグ決定リーグ戦にもハンセンと組んで出場したが、公式戦の初戦を戦う前に負傷し、欠場して帰国。公式戦をまだ戦っていない状態だったため、ハンセンは急遽、ジャイアント馬場を新パートナーに指名。夢のタッグチームが実現した。これ以降、全日本プロレスから離れる。

### 引退
1996年にWCWに移籍、nWoのマネージャーになるが首の故障が癒えず、引退して宣教師に転身。チャリティ活動を行いつつ、プロレスのリングにも時折登場した。2005年に2人の息子マイク・デビアス、テッド・デビアス・ジュニアがプロレスラーとしてデビュー、継父も含めて親子3代でプロレスラーとして活動することとなった（後に三男のブレット・デビアスもデビュー）。
宣教師活動の一方、WWEでプロデュース業務も担当しており、2009年7月6日にはRAWのホストを務めた。2010年、WWE殿堂に迎えられている。

## 得意技

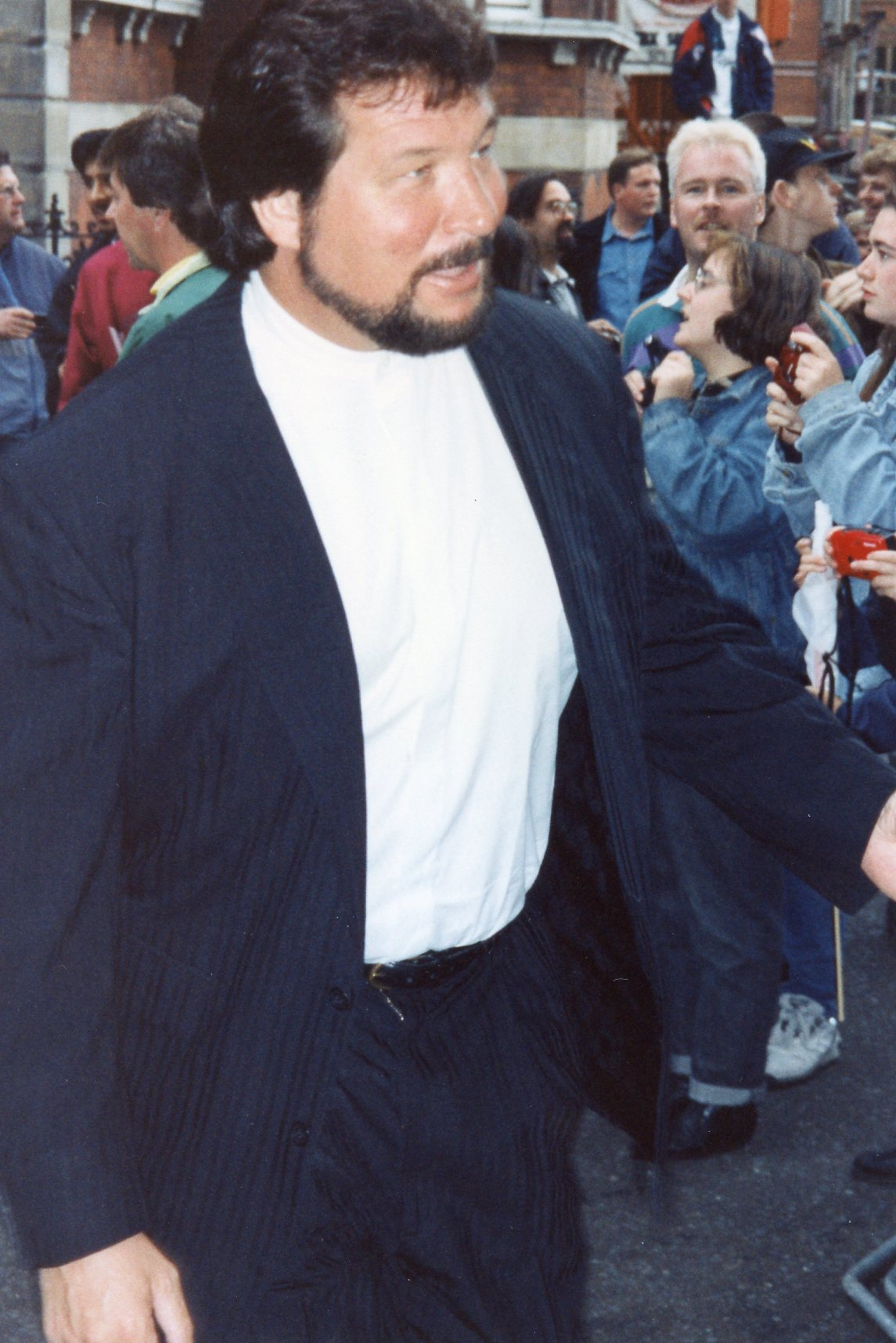
ザ・ミリオンダラー・マン

ミリオンダラー・ドリーム
コブラクラッチと同型。「相手が100万ドルの夢を見るまで絞め上げる」がキャッチフレーズ。
ミリオンダラー・バスター
ミリオンダラー・ドリームを仕掛けたままでの河津落とし。
フィスト・ドロップ
この技で動きを止めてからミリオンダラー・ドリームに移行するパターンが多かった。
パワースラム
相手をロープに飛ばし、リバウンドで戻ってくるところをボディスラムの体勢でキャッチし、勢いのまま叩きつける荒技。デビアス自身が考案し、全日本プロレス時代のフィニッシュ・ホールドにしていた。
スピニング・トーホールド
ザ・ファンクスから直接指導され、全日時代は試合の流れを変えるのに多用していた。
足4の字固め
上記のスピニング・トーホールドを数回かけてから、この技に移行する事も多かった。パワースラムと共に、全日時代のフィニッシュである。
全日本プロレスに鋼鉄男2世として来日した頃はジャーマン・スープレックスもフィニッシュにしていたが、首の状態が悪くなってからは即封印している。ジャイアント馬場はデビアスの卓越した各種テクニックを非常に評価しており、TV解説で「懐の深いレスラー」と表現していた。

## 獲得タイトル
NWAウエスタン・ステーツ・スポーツ
- NWAインターナショナル・ヘビー級王座（アマリロ版）：1回[28]
- NWAウエスタン・ステーツ・タッグ王座：2回（w / アルヴィン・スミス、メルセッド・ソリス）[29]

セントラル・ステーツ・レスリング
- NWAセントラル・ステーツ・ヘビー級王座：2回[7]

セントルイス・レスリング・クラブ
- NWAミズーリ・ヘビー級王座：2回[8]

ジョージア・チャンピオンシップ・レスリング
- NWAナショナル・ヘビー級王座：2回[20]
- NWAナショナル・タッグ王座：2回（w / スタン・フレイジャー、スティーブ・オルソノスキー）[19]

NWAトライステート / MSWA 
- NWA USタッグ王座（トライステート版）：1回（w / ディック・マードック）[5]
- NWA北米ヘビー級王座（トライステート版）：1回[6]
- ミッドサウス北米ヘビー級王座：4回[6]
- ミッドサウス・タッグ王座：6回（w / ポール・オーンドーフ、マット・ボーン、ミスター・オリンピア、ハーキュリーズ・ヘルナンデス、スティーブ・ウィリアムス×2）[18]

WWF / WWE
- WWF北米ヘビー級王座：1回[9]
- ミリオン・ダラー王座 : 2回[30]
- 24/7王座 : 1回
- WWF世界タッグ王座：3回（w / IRS）[23]
- WWE殿堂：2010年度[21]

全日本プロレス
- UNヘビー級王座：1回[16]
- PWF世界タッグ王座：1回（w / スタン・ハンセン）[17]
- 世界タッグ王座：1回（w / スタン・ハンセン）[27]
- 世界最強タッグ決定リーグ戦 優勝：1回（1985年）（w / スタン・ハンセン）

テキサス・オールスター・レスリング
- TASW USAヘビー級王座：1回[31]

ダッチ・プロ・レスリング
- Dutchヘビー級王座：1回

## マネージャー担当選手

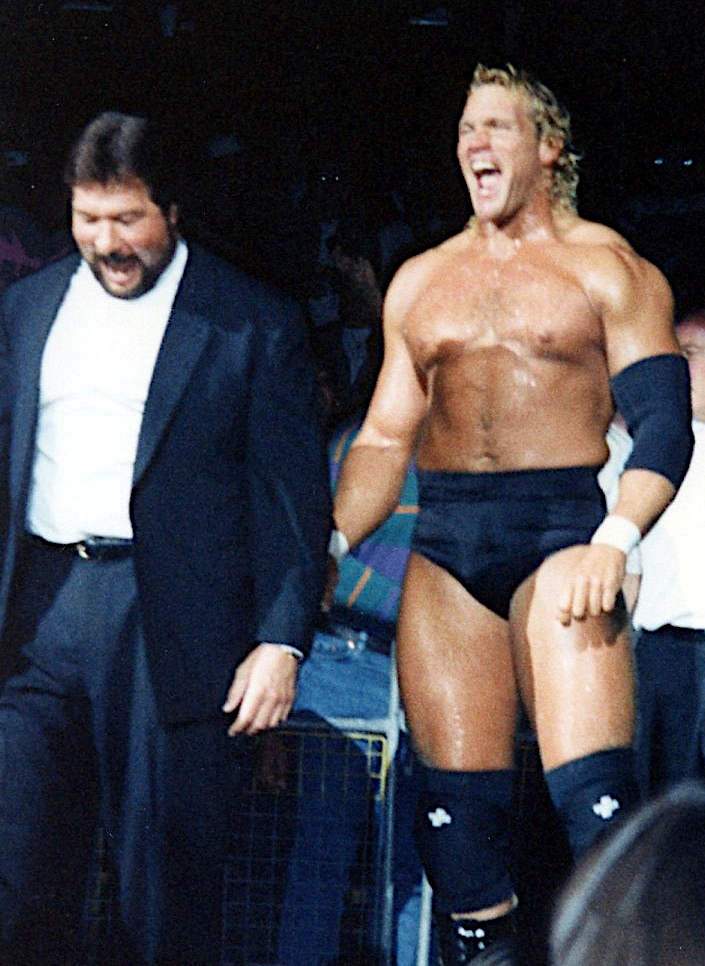
右はサイコ・シッド

1994年のセミリタイア後は、マネージャーとして以下の選手達を担当した（WWFでのデビアス本人のマネージャーは、バージルと仲間割れ後の1991年よりセンセーショナル・シェリー、1992年からはジミー・ハートが務めた）。
WWF / ミリオンダラー・コーポレーション
- イーヴィル・アンダーテイカー
- ニコライ・ボルコフ
- IRS
- バンバン・ビガロ
- タタンカ
- キングコング・バンディ
- トム・プリチャード
- ジミー・デル・レイ
- カマ
- 1-2-3キッド
- ヘンリー・O・ゴッドウィン
- サイコ・シッド
- ザンタ・クロース
- "ザ・リングマスター" スティーブ・オースチン

WCW
- nWo
- スタイナー・ブラザーズ（リック・スタイナー&スコット・スタイナー）
- レイ・トレイラー
- クリス・ベノワ

## 追記
幻の新日本プロレス参戦
1981年末、スタン・ハンセンが全日本プロレスに引き抜かれた報復措置として、キラー・カーンの仲介で新日本プロレスと契約寸前まで行くも、団体間での紳士協定が結ばれて移籍は白紙撤回された。デビアスとカーンは、1980年にジョージアやルイジアナのテリトリーで何度となく対戦した間柄だった。
スタン・ハンセンのパートナーとして
現役時代はその試合巧者ぶりが日本でも高く評価されており、全日本プロレスにおけるハンセンとの「ビッグ・テキサン・コンビ」は名タッグチームと言われている。ハンセンとのコンビ結成当初は前任のブルーザー・ブロディと比べられることもあったが、ブロディとは異なりデビアスが卓越したテクニシャンタイプであること、ハンセンを徹底的にサポートしてハンセンが闘いやすいように試合を作れたことが次第に認められていった。1985年のタッグリーグ戦優勝の際には、リング上でマイクを掴んだパートナーのハンセンから "Ted DiBiase is ICHIBAN!" という賞賛を受けている。1993年にハンセンとのコンビ再結成を果たし、川田利明&田上明の保持する世界タッグ王座に挑戦した第1戦目の試合でも6年以上のブランクを感じさせぬ抜群のコンビネーションを披露、TV解説を担当していたジャイアント馬場も「この2人は昔から素晴らしいコンビでしたよ」と絶賛していた。
ハルク・ホーガンとの関係
1987年にWWF移籍のニュースが日本に伝えられた際、日本のプロレスファンはWWF王者ハルク・ホーガンとの対戦を「新日・全日代理対決」として注目していた。なお、ホーガンのWWFにおけるMSGでのデビュー戦の相手はデビアスが務めている（1979年12月17日）。WWFではホーガンのライバルとして抗争を繰り広げたが、WCWではnWoの「後援者」として短期間ながらホーガンと結託した。